# Лаймен (Міссісіпі)
Лаймен (англ. Lyman) — переписна місцевість (CDP) в США, в окрузі Гаррісон штату Міссісіпі. Населення — 2372 особи (2020).

## Географія
Лаймен розташований за координатами 30°30′28″ пн. ш. 89°7′50″ зх. д. / 30.50778° пн. ш. 89.13056° зх. д. (30.507887, -89.130463).  За даними Бюро перепису населення США в 2010 році переписна місцевість мала площу 20,91 км², з яких 20,13 км² — суходіл та 0,77 км² — водойми.

## Демографія
Згідно з переписом 2010 року, у переписній місцевості мешкало 1277 осіб у 496 домогосподарствах у складі 358 родин. Густота населення становила 61 особа/км².  Було 651 помешкання (31/км²).
Расовий склад населення:
| - 83,3 % — білих - 11,6 % — чорних або афроамериканців - 0,8 % — азіатів - 0,3 % — корінних американців - 0,1 % — вихідців з тихоокеанських островів |

До двох чи більше рас належало 3,0 %. Частка іспаномовних становила 3,4 % від усіх жителів.
За віковим діапазоном населення розподілялося таким чином: 22,6 % — особи молодші 18 років, 64,6 % — особи у віці 18—64 років, 12,8 % — особи у віці 65 років та старші. Медіана віку мешканця становила 39,6 року. На 100 осіб жіночої статі у переписній місцевості припадало 95,6 чоловіків;  на 100 жінок у віці від 18 років та старших — 96,8 чоловіків також старших 18 років.
Середній дохід на одне домашнє господарство  становив 64 652 долари США (медіана — 50 233), а середній дохід на одну сім'ю — 72 722 долари (медіана — 58 456). За межею бідності перебувало 16,7 % осіб, у тому числі 39,7 % дітей у віці до 18 років та 4,6 % осіб у віці 65 років та старших.
Цивільне працевлаштоване населення становило 1070 осіб. Основні галузі зайнятості: мистецтво, розваги та відпочинок — 29,3 %, роздрібна торгівля — 20,7 %, освіта, охорона здоров'я та соціальна допомога — 15,7 %.